# Vasto
Vasto – miasto i gmina we Włoszech, w regionie Abruzja, w prowincji Chieti.
Według danych na rok 2004 gminę zamieszkiwało 35 116 osób, 501,7 os./km².